# Melville Cooper
George Melville Cooper (15 de octubre de 1896-13 de marzo de 1973) fue un actor británico. Trabajo en más de 100 películas desde 1931 hasta 1958. Entre sus muchos papeles cinematográficos destacados se incluyen el del sheriff supremo de Nottingham en The Adventures of Robin Hood (1938), el de Collins en Pride and Prejudice (1940) y el de supervisor de ensayos de bodas, el señor Tringle, en Father of the Bride (1950).

## Biografía
George Melville Cooper nació el 15 de octubre de 1896 en Aston, Birmingham, Warwickshire a W.C.J. y Frances (née Brennan) Cooper. Fue criado en Gran Bretaña y asistió a escuelas públicas, incluida la King Edward's School en Birmingham. Comenzó a desarrollar un interés por la actuación cuando era adolescente. A los dieciocho años, hizo su debut profesional en el escenario en una producción en Stratford-upon-Avon. Su incipiente carrera como actor se vio interrumpida por su servicio militar en el regimiento escocés durante la Primera Guerra Mundial, en la que fue capturado en el Frente Occidental y mantenido prisionero por los alemanes durante un breve tiempo.
Después de la guerra, Cooper reanudó su carrera teatral, apareciendo en numerosas producciones teatrales, entre ellas The Farmer's Wife, Back to Methuselah, The Third Finger y Journey's End. Pasó al trabajo cinematográfico a principios de la década de 1930, apareciendo en Black Coffee (1931) con Austin Trevor y Adrianne Allen, The Private Life of Don Juan (1934) de Alexander Korda con Douglas Fairbanks y Merle Oberon y La Pimpinela Escarlata (1934) con Leslie Howard y Merle Oberon. En 1934, después de recibir buenas críticas por su actuación en La vida privada de Don Juan, Cooper se mudó a los Estados Unidos.
En Hollywood, Cooper fue elegido generalmente como un tipo de sociedad esnob e ineficaz o como un estafador. Sus papeles más memorables en la década de 1930 incluyen a M. W. Picard en El gran Garrick (1937) con Olivia de Havilland, Bingham el mayordomo en Cuatro son multitud (1938) con Errol Flynn y Olivia de Havilland, Boulin en Escuela dramática con Luise Rainer y Paulette Goddard, y el cobarde Sheriff de Nottingham en Las aventuras de Robin Hood (1938) con Errol Flynn y Olivia de Havilland. Durante la década de 1940, Cooper continuó apareciendo en algunas de las películas más populares de la década, incluyendo Rebecca (1940) de Alfred Hitchcock con Joan Fontaine, Orgullo y prejuicio (1940) con Greer Garson, The Lady Eve (1941) y You Belong to Me (1941) con Barbara Stanwyck y Henry Fonda, This Above All (1942) con Joan Fontaine, Random Harvest (1942) con Greer Garson, y más tarde, Random Harvest (1942). Cooper también apareció en Harvey, con James Stewart.
En la década de 1950, siguió apareciendo en largometrajes populares, como El padre de la novia (1950), Debería pasarte a ti (1954) y La vuelta al mundo en 80 días (1956), su segundo papel secundario en una película ganadora del premio Oscar. Además de su trabajo cinematográfico a lo largo de la década, Cooper apareció en numerosas series de televisión, incluyendo Musical Comedy Time (1950-51), Fireside Theatre (1951), Kraft Television Theatre (1952), Robert Montgomery Presents (1952-53), Broadway Television Theatre (1952-53), Schlitz Playhouse of Stars (1954), Lux Video Theatre (1951-55), The Red Skelton Show (1956), Studio 57 (1957), En la década de 1950, continuó apareciendo en largometrajes populares, como El padre de la novia (1950), Debería pasarte a ti (1954) y La vuelta al mundo en 80 días (1956), su segundo papel secundario en una película ganadora del Premio de la Academia. Además de su trabajo cinematográfico a lo largo de la década, Cooper apareció en numerosas series de televisión, incluyendo Musical Comedy Time (1950-51), Fireside Theatre (1951), Kraft Television Theatre (1952), Robert Montgomery Presents (1952-53), Broadway Television Theatre (1952-53), Schlitz Playhouse of Stars (1954), Lux Video Theatre (1951-55), The Red Skelton Show (1956), Studio 57 (1957), Playhouse 90 (1957), Alfred Hitchcock Presents (1957), Shirley Temple's Storybook (1958), y Whirlybirds (1959). La última aparición televisiva de Cooper fue en The Best of the Post (1961).
Hacia el final de su carrera, Cooper se centró en el trabajo teatral y apareció en producciones como The Liar (1950), Much Ado About Nothing (1952), Escapade (1953), My Fair Lady (1956–62) y Hostile Witness (1966). El último papel de Cooper como actor fue el de Brassett en la reposición de Charley's Aunt, que se estrenó el 11 de julio de 1970.
Tras un breve primer matrimonio con Gladys Grice que acabó en divorcio, Cooper se casó con la actriz Rita Page. De su matrimonio nacieron un hijo y terminó con la muerte de ella en Londres el 19 de diciembre de 1954. El tercer matrimonio de Cooper con Elizabeth Sutherland duró hasta su muerte.
Cooper murió de cáncer el 13 de marzo de 1973 en Los Ángeles, California.

## Filmografía
- Black Coffee (1931)
- The Calendar (1931)
- Wives Beware (1932)
- To Brighton with Gladys (1933)
- Forging Ahead (1933)
- Leave It to Me (1933)
- The Private Life of Don Juan (1934)
- The Scarlet Pimpernel (1934)
- The Bishop Misbehaves (1935)
- Rendezvous (1935)
- The Gorgeous Hussy (1936)
- The Last of Mrs. Cheyney (1937)
- Personal Property (1937)
- Thin Ice (1937)
- The Great Garrick (1937)
- Tovarich (1937)
- Women Are Like That (1938)
- The Adventures of Robin Hood (1938)
- Gold Diggers in Paris (1938)
- Four's a Crowd (1938)
- Garden of the Moon (1938)
- Hard to Get (1938)
- Comet Over Broadway (1938)
- Dramatic School (1938)
- The Dawn Patrol (1938)
- I'm from Missouri (1939)
- Blind Alley (1939)
- The Sun Never Sets (1939)
- Two Bright Boys (1939)
- Rebecca (1940)
- Escape to Glory (1940)
- Pride and Prejudice (1940)
- Murder Over New York (1940)
- The lady Eve (1941)
- Scotland Yard (1941)
- The Flame of New Orleans (1941)
- This Above All (1942)
- The Affairs of Martha (1942)
- Life Begins at Eight-Thirty (1942)
- Random Harvest (1942)
- Immortal Sergeant (1943)
- Hit Parade of 1943 (1943)
- Holy Matrimony (1943)
- My Kingdom for a Cook (1943)
- 13 Rue Madeleine (1946)
- Heartbeat (1946)
- The Imperfect Lady (1947)
- Enchantment (1948)
- The Red Danube (1949)
- Love Happy (1949)
- Father of the Bride (1950)
- The Underworld Story (1950)
- The Petty Girl (1950)
- Let's Dance (1950)
- It Should Happen to You (1954)
- Moonfleet (1955)
- The King's Thief (1955)
- Diane (1956)
- Around the World in Eighty Days (1956)
- Bundle of Joy (1956)
- The Story of Mankind (1957)
- From the Earth to the Moon (1958)